# Crémant de Bordeaux

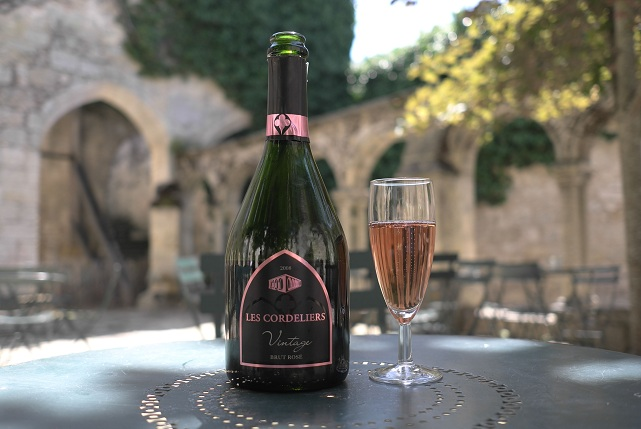
Ein Crémant de Bordeaux des Herstellers Les Cordeliers

Der Crémant de Bordeaux ist ein eher leichter Schaumwein der Weinbauregion Bordeaux. Die Schaumweine der Region zeichnen sich durch ihren fruchtigen Charakter aus und werden in der Hauptsache aus den Rebsorten Sémillon, Sauvignon Blanc und Muscadelle, zum Teil aber auch aus den Nebensorten Ugni Blanc, Colombard, Merlot Blanc oder Ondenc verschnitten. Der gemeinsame Anteil der Nebensorten darf 30 Prozent nicht überschreiten.
Der seltenere Crémant de Bordeaux Rosé wird aus den Rebsorten Cabernet Sauvignon, Cabernet Franc, Carménère, Merlot, Malbec oder Petit Verdot gekeltert. Die verarbeiteten Reben müssen per Gesetz ausschließlich aus dem Bordeaux kommen. Aufgrund der Anwendung der klassischen Flaschengärung, das dem Herstellverfahren des Champagner gleicht, wird der Wein als Crémant bezeichnet; ein Indiz für hohe Qualität. Der Begriff Crémant wurde frankreichweit eingeführt, als sich die Weinbauern der Champagne erfolgreich beim Verbot der weltweit gebräuchlichen Bezeichnung Méthode Champenoise zur Charakterisierung der Flaschengärung durchsetzten. Im Vergleich zu einem Winzer-Champagner ist der Crémant de Bordeaux mit etwa sechs bis neun Euro pro Flasche wesentlich günstiger, kann im Vergleich zu einem Champagner nicht so lange gelagert werden. Der Crémant sollte spätestens zwei bis drei Jahre nach dem Kauf der Flasche bei einer Trinktemperatur von fünf bis sieben Grad Celsius genossen werden.

## Erntemengen
Obwohl ähnlich hergestellter Schaumwein im Bordeaux schon seit langem unter der Bezeichnung Bordeaux Mousseux existierte, wurde die Schutzbezeichnung AOC Crémant de Bordeaux erst am 3. April 1990 eingeführt. Nach zaghaften Anfängen bis 1998 nahm die gekelterte Menge seither kontinuierlich zu. Im Jahr 2004 wurden insgesamt rund 16.500 Hektoliter Crémant de Bordeaux von mehr als 60 Winzern deklariert. Bis 1998 lag das durchschnittliche Volumen bei lediglich 6.000 Hektoliter.
Der Basisertrag (die Erntebeschränkung) liegt bei 65 Hektolitern pro Hektar; ein Betrag, der jahrgangsabhängig noch um bis zu 20 Prozent nach oben korrigiert werden kann.
Die Beeren werden meist einige Tage vor Ernte normaler Stillweine gelesen, da die Grundweine eines Schaumweines über ein kräftiges Säuregerüst verfügen sollten. Der Mindestzuckergehalt des Mosts (→ Mostgewicht) zum Grundwein muss allerdings mindestens 136 Gramm pro Liter für die roten Rebsorten und 144 Gramm pro Liter für weiße Rebsorten betragen.

## Die Sprache des Etiketts
Zusätzlich zur Bezeichnung AOC Crémant de Bordeaux können auf dem Etikett die Bezeichnungen Blanc de Blancs, Blanc de Noirs, Brut, Millésimé und Rosé aufgeführt werden.
- der Verweis Brut deutet auf einen trockenen Ausbau mit einem maximalen Restzuckergehalt von 15 Gramm pro Liter hin.

- die Bezeichnung Millésimé deutet auf einen Jahrgangswein hin, das heißt die Beeren der im Crémant verwendeten Grundweine stammen aus einem Jahrgang

- der Rosé der Crémant wurde zumindest mit einem roten Grundwein, der aus roten Reben gekeltert wurde, verschnitten.

## Die wichtigsten Produzenten in der Region
- Les Cordeliers
- Grands Chais de France
- La compagnie du Crémant de Bordeaux
- Chamvermeil
- Remy Breque
- Lateyron
- Mons-Maleret
- Jaillance
- Ballarin